# Вольфраматы

Структура аниона моновольфрамата

Вольфрама́ты — класс минералов, соли вольфрамовых кислот. Типы вольфраматов включают:
- моновольфраматы (также нормальные или простые вольфраматы) на основе аниона WO42−;
- поливольфраматы и изополивольфраматы на основе анионов WnO3n+12- (например, паравольфраматы на основе H2W12O4210-).
- гетерополивольфраматы, в основном с анионами [Xn(W12О40)](8-n)-, где X обозначает один из следующих элементов: бор (B), кремний (Si), фосфор (P), мышьяк (As).

Наличие тех или иных вольфрамат-ионов в растворе напрямую зависит от pH этого раствора.
Вольфрамат натрия Na2WO4 используют в производстве пигментов. Вольфрамат кальция CaWO4, вольфрамат бария BaWO4, и вольфрамат марганца MnWO4 — люминофоры. Вольфраматы редкоземельных элементов используются как компоненты лазерных материалов.
В природе в основном встречаются вольфраматы с устойчивой кристаллической структурой на основе тетраэдрической группы WO42− в сочетании с крупными катионами кальция Ca2+(минерал шеелит) или свинца Pb2+ (штольцит). Наиболее распространён шеелит, который является одним из главных составляющих вольфрамовой руды. Минералы с катионами железа Fe3+ (ферритунгстит) и меди Cu2+ (купротунгстит) встречаются редко.

## Примеры вольфраматов металлов
- Вольфрамат кобальта(II)
- Вольфрамат лантана
- Вольфрамат лантана-калия
- Вольфрамат лютеция
- Вольфрамат магния
- Вольфрамат меди(II)
- Вольфрамат неодима
- Вольфрамат никеля(II)
- Вольфрамат ртути(I)
- Вольфрамат ртути(II)
- Вольфрамат серебра